# Weird Era Cont.
Weird Era Cont. é o quarto álbum de estúdio do grupo Deerhunter, é uma continuação do álbum anterior, Microcastle, existe uma versão que contem os dois álbuns chamada "Microcastle/Weird Era Cont.". Foi lançado pela Kranky Records nos EUA e distribuído pela 4AD no Reino Unido.

## Faixas
1. "Backspace Century" - 2:19
2. "Operation" - 4:04
3. "Ghost Outfit" - 0:33
4. "Dot Gain" - 3:19
5. "Vox Celeste" - 3:31
6. "Cicadas" - 2:30
7. "Vox Humana" - 2:32
8. "VHS Dream" - 2:33
9. "Focus Group" - 2:49
10. "Slow Swords" - 3:25
11. "Weird Era" - 2:40
12. "Moon Witch Cartridge" - 1:32
13. "Calvary Scars II/Aux Out" - 10:12